# I tre moschettieri (film 1948)
I tre moschettieri (The Three Musketeers) è un film del 1948 diretto da George Sidney
La storia narra dell'incontro di D'Artagnan con i tre Moschettieri, del suo primo scontro con i tre (Athos, Porthos e Aramis) e del confronto con i piani orditi dal cardinale Richelieu e Milady, ovvero Carlotta De Winter, contro la regina di Francia.

## Trama
Proveniente dalla Guascogna su un grosso cavallo giallo che gli indirizza contro i lazzi di tutti quelli che incontra, D'Artagnan si reca a Parigi con una lettera del padre per il signore di Treville, capitano dei moschettieri del re di Francia. Durante il viaggio, incrocia la carrozza di una misteriosa bellezza, disputando con un gentiluomo della scorta della donna. Ma non riesce a proseguire nella disputa, perché qualcuno lo colpisce in testa, facendogli perdere i sensi.
Giunto a Parigi, si reca nel palazzo di Treville, dove si scontra in tre riprese con i tre moschettieri Athos, Porthos e Aramis, che lo sfidano di volta in volta a duello. Al primo appuntamento, scopre che i padrini del suo avversario sono proprio gli altri due sfidanti. Mentre stanno per incrociare le spade, arrivano le guardie di Richelieu che intimano loro di fermarsi, poiché i duelli sono proibiti per ordine del cardinale. I quattro, divenuti all'istante amici e alleati, si rivoltano contro le guardie, ingaggiando uno spettacolare duello dal quale alla fine escono vincitori. D'Artagnan, il nuovo arrivato, diventa parte della confraternita e quando i moschettieri devono presentarsi davanti al re per rispondere del duello contro le guardie del cardinale, riceve anche lui prima la reprimenda del sovrano, e poi un premio in denaro dallo stesso.
Dopo aver trovato domicilio insieme a un servo, Planchet, D'Artagnan viene avvicinato dal padrone di casa, che si deve assentare per lungo tempo e che gli chiede di proteggere la sua figlioccia che vive al piano sottostante.
Attraverso una mattonella del pavimento, D'Artagnan vede arrivare di sera nella stanza sottostante una bella ragazza, che egli comincia a spiare. All'improvviso, alcuni figuri irrompono nella camera della donna, cercando di rapirla. Il guascone interviene mettendoli in fuga. La giovane è Costanza, la ragazza che il padrone di casa gli ha affidato, ed è una cameriera della regina. D'Artagnan le dichiara subito il suo amore, ma la giovane gli chiede di lasciarla sola.
Poco dopo, lei esce nella notte. D'Artagnan, geloso, la segue e la vede incontrare un uomo. Furibondo, si lancia su quest'ultimo, deciso a ingaggiare un duello. Ma Costanza lo ferma: quello è il duca di Buckingham che deve incontrare segretamente la regina Anna. Il duca, innamorato della regina di Francia, cerca di indurla a lasciare il paese, ma lei lo dissuade e gli dona dodici puntali di diamanti come pegno del suo amore. Il duca torna in Inghilterra con i gioielli.
La contessa de Winter, la bellissima avventuriera intravista da D'Artagnan sulla carrozza mentre era sulla via di Parigi, viene introdotta alla presenza del cardinale Richelieu: la donna fa parte del servizio segreto del Primo Ministro francese, che le affida la missione di andare in Inghilterra per rubare i diamanti della regina.
Intanto Costanza chiede a D'Artagnan di recarsi in Inghilterra da Buckingham: il re vuole organizzare un ballo e ha chiesto alla regina di presentarsi indossando i dodici puntali che lui le ha regalato. La missione di D'Artagnan è quella di recuperare i puntali e di riuscire a riportarli a Parigi in tempo per il ballo. Al giovane si uniscono nella missione i suoi nuovi amici, i tre moschettieri, e tutti e quattro giurano sulle loro spade "uno per tutti, tutti per uno".
I quattro partono a cavallo e si lanciano verso Calais: ad uno ad uno cadono nei tranelli delle guardie del cardinale, che vuole fermare chiunque cerchi di violare il blocco che ha imposto verso la costa. L'unico che riesce ad arrivare sul Canale è D'Artagnan, accompagnato dal fido Planchet, e lì ha un ultimo scontro con il capitano delle guardie di Richelieu, che aveva già ridicolizzato al tempo del suo primo duello parigino.
Nessuna imbarcazione può lasciare la Francia per ordine del Primo Ministro. D'Artagnan, tuttavia, si impadronisce di una lettera appartenente a un gentiluomo, tale de Ward, che possiede dei documenti firmati da Richelieu. Impossessatosi della lettera, lascia l'uomo ferito, si imbarca con Planchet, e giunge in Inghilterra dal duca di Buckingham.
Quando il duca prende l'astuccio dei gioielli, scopre che ne mancano due. In sole 48 ore, riesce a farsene fare una copia che affida al guascone. D'Artagnan, sulla via del ritorno, ritrova uno dopo l'altro gli amici: Porthos è ferito al posteriore e non può salire a cavallo; Aramis ha scelto la vita monastica e Athos ha occupato la cantina di una locanda dove passa il tempo ubriacandosi. Racconta a D'Artagnan la storia di un amico aristocratico, sposato con una giovane donna che l'ha tradito e che lui ha affidato al boia di Lilla, per marchiarla con il segno del giglio come quello delle prostitute.
Per entrare a Parigi, Athos insieme a Planchet che si fa passare per D'Artagnan, svia l'attenzione delle guardie e il guascone riesce a penetrare a palazzo dove la regina, insieme a Costanza, aspetta ansiosa il suo arrivo. Alla cena, intanto, il cardinale fa al re delle allusioni sul fatto che la regina non si sia ancora presentata. Quando la regina finalmente giunge in loro presenza senza i gioielli, entra anche Costanza che le porge l'astuccio: dentro ci sono tutti i dodici solitari e Richelieu capisce di aver perso.
D'Artagnan, giunto ad un appuntamento con Costanza, scopre che il Cardinale ha fatto rapire la giovane: si presenta allora da Richelieu per chiedere conto della sparizione ma costui gli offre, invece, un posto di tenente nelle sue guardie. Mentre si trova lì, giunge la contessa de Winter che gli viene presentata. I due si riconoscono e il cardinale suggerisce a D'Artagnan di frequentarla, magari per capire meglio la bontà della sua proposta.
D'Artagnan segue il consiglio, ma lo fa per cercare di scoprire dove possa essere tenuta Costanza. Poiché Milady non pare molto interessata a lui, circuisce Ketty, la sua cameriera, che un giorno gli si presenta in casa con una lettera inviata dalla contessa all'uomo che ella ama, il conte de Ward. Il guascone ricorda molto bene in che condizioni ha lasciato il conte a Calais e progetta di sostituirsi a lui per far parlare Milady. Fa sapere alla contessa, attraverso Ketty, che de Ward si presenterà da lei di notte, chiedendole nello stesso tempo di chiudere tutte le imposte e di spegnere le luci. Milady, pur non capendo il motivo, esegue l'ordine. L'uomo che lei scambia per il suo amante è naturalmente D'Artagnan che, il giorno dopo, elettrizzato dall'avventura, la racconta ad Athos. Conquistato dalla donna, mostra all'amico moschettiere un anello che la contessa gli ha regalato: Athos riconosce nel gioiello un dono che lui aveva fatto alla moglie, la donna marchiata con il giglio. La storia che aveva narrato, in effetti, era la vera storia della sua vita.
La contessa riceve da quello che lei crede de Ward una lettera dove le si dice che il conte ha troppi impegni mondani per continuare a frequentarla. Offesa, quando D'Artagnan si presenta a casa sua, pensa di usarlo per vendicarsi del conte: chiede a quello che è diventato un suo devoto ammiratore di uccidere l'uomo che l'ha insultata. D'Artagnan, credendo che la donna lo ami, le confessa di essere stato lui l'ospite della sera prima. La contessa, furibonda, cerca di ucciderlo: durante la lotta, D'Artagnan nota sulla spalla della donna il marchio con cui è segnata. Milady ordina alle proprie guardie di inseguire e uccidere D'Artagnan.
D'Artagnan riesce a fuggire, ma Athos lo mette sull'avviso: se Milady ha deciso di ucciderlo, visto che lui conosce il suo segreto, dovrà guardarsi da ogni sconosciuto, da ogni ombra alle sue spalle.
Di ritorno a casa, trova ad attenderlo Costanza, che è stata salvata dalla regina. Pentito del suo comportamento, D'Artagnan chiede a Costanza di sposarlo: la giovane deve andarsene per sottrarsi alle vendette del Cardinale e non sa neppure dove. Acconsente alle nozze, ma il giorno dopo scopre che andrà in Inghilterra, per mettersi sotto la protezione di Buckingham.
Scoppia la guerra tra la Francia e l'Inghilterra. A La Rochelle, il Cardinale incontra i moschettieri in perlustrazione nella campagna e si fa accompagnare dai tre in una locanda dove ha appuntamento con una donna misteriosa. Attraverso il condotto di un camino, i moschettieri sentono la conversazione tra i due: la donna è Milady, cui Richelieu affida la missione di andare in Inghilterra come sua agente per contattare il duca di Buckingham a trattare la pace. Nel caso che il duca rifiuti il trattato, Milady potrà agire a sua discrezione. Il che, tradotto, vuol dire che potrà uccidere il duca. Per accettare la missione, Milady chiede carta bianca sottoscritta dalla firma autografa del Cardinale.
I moschettieri si dividono i compiti: Porthos e Aramis riaccompagneranno al campo Richelieu mentre Athos, fingendo di andare in perlustrazione, si occuperà invece di Lady de Winter. Al cospetto della donna, Athos si fa riconoscere: quella è Carlotta, sua moglie. Le sottrae la lettera in bianco di Richelieu e poi viene colpito dagli uomini del cardinale che devono condurre la contessa all'imbarco sulla nave che la porterà in Inghilterra.
Per sventare il piano dell'omicidio, i moschettieri - che non possono recarsi su suolo nemico - inviano Planchet per avvisare il duca. Buckingham crede alle parole di quello che per lui è un perfetto sconosciuto solo quando questi viene riconosciuto da Costanza, sua ospite al castello. Milady viene arrestata e proprio Costanza viene nominata sua carceriera. La contessa inizia subito a recitare con la sua guardiana la parte di colei che è, sì, un'avventuriera senza scrupoli, ma che ha anche una sua dignità. Chiede a più riprese un coltello per uccidersi con onore. Costanza, all'inizio, si rifiuta ma poi si convince della sincerità della sua prigioniera.
Mentre i moschettieri e D'Artagnan, conoscendo la perfidia della contessa e messi sull'avviso da Planchet, che ha raccontato loro dell'incarico di Costanza, si imbarcano travestiti da inglesi per andare a salvare la moglie del guascone, una donna si presenta alla porta delle stanze del duca di Buckingham. Facendosi passare per Costanza, lady de Winter entra dal duca e lo uccide. I moschettieri, penetrati nel castello, trovano Costanza moribonda, ferita mortalmente col coltello che ha procurato lei stessa alla sua prigioniera.
I francesi, visto che non possono fare più niente per lei, devono fuggire dal castello, messo in subbuglio dalla morte del Primo Ministro inglese.
Ritornati in Francia, i quattro si mettono sulle tracce di Milady, fuggita anche lei dal castello. La donna sembra sparita e nessuno sembra averla più vista a Parigi. Ma poi uno di loro si ricorda che durante il colloquio con Richelieu nella locanda, aveva chiesto come ricompensa al Cardinale anche una baronia nei pressi di Lilla. Si tratta dei possedimenti del barone de la Fère, ovvero di Athos, che aveva rinunciato ai suoi possedimenti dopo l'arruolamento tra i moschettieri. Nel suo antico castello, Athos ritrova la moglie e le confessa di amarla ancora, ma che non può perdonarla per tutto il male fatto: alle sue spalle, si scorge la figura del carnefice di Lilla, che aspetta con la mannaia.
Milady, resasi conto che non può più evitare la morte perché nessuno è mosso a compassione dalle sue preghiere, affronta l'esecuzione con dignità.
In una locanda, i moschettieri e il loro amico guascone cadono in un tranello delle guardie del Cardinale. Tutti e quattro vengono arrestati e portati alla presenza del re e del suo Primo Ministro: Richelieu ritiene che, con l'uccisione della contessa de Winter, i moschettieri si siano messi al di sopra di lui e non può permettere che la passino liscia. Il re cerca di difenderli, ma il Cardinale lo tacita. Solo esibendo la lettera firmata dallo stesso Richelieu, dove si dichiara che "il latore della presente ha fatto quello che ha fatto per ordine mio", i quattro riescono a salvarsi dalla vendetta del Primo Ministro. Che, infatti, non può confessare di averla affidata alla contessa: sarebbe come dichiararsi il mandante dell'assassinio di Buckingham.
I tre moschettieri ottengono ognuno di ritirarsi dal servizio militare: Aramis torna in convento, Porthos sposa una ricca vedova, Athos si ritira nei suoi vecchi possedimenti e D'Artagnan prosegue la carriera militare in Inghilterra, dove non combina più tanti guai.

## Riconoscimenti
- 1949 - Premio Oscar
  - Miglior fotografia a Robert H. Planck